# الحرب على نابيس

خريطة جنوب بيلوبونيز

نشبت حرب لاكونيان عام 195 قبل الميلاد بين مدينة سبارتا اليونانية وتحالف مؤلف من روما واتحاد آخيان وبرغاموم ورودس ومقدونيا.
خلال الحرب المقدونية الثانية (200-196 قبل الميلاد)، سيطر ماسيدون على أرغوس، وأصبحت تابعة لسبارتا، وهي مدينة مهمة على ساحل بحر إيجة في بيلوبونيز. استخدمت روما وحلفائها احتلال سبارتا المستمر في نهاية الحرب كذريعة لإعلان الحرب. فرض التحالف المناهض لسبارتا حصارًا على أرغوس، واستولى على قاعدة سبارتا البحرية في جيثيوم، وسرعان ما حاصر سبارتا نفسها. في النهاية، أدت المفاوضات إلى السلام بشروط روما، والتي بموجبها فصلت المدن الساحلية عن سبارتا واضطر الأسبرطيون إلى دفع تعويض الحرب لروما على مدى السنوات الثماني المقبلة. انضمت أرغوس إلى اتحاد آخاين، ووضعت مدن لاكونيان تحت حماية الآخيان.
نتيجة للحرب، فقدت سبارتا مكانتها كقوة رئيسية في اليونان. فشلت المحاولات اللاحقة لاسترداد الخسائر وقُتل نابيس، آخر حاكم ذي سيادة في النهاية. بعد فترة وجيزة، أُجبرت سبارتا لتكون عضوًا مع منافستها السابقة اتحاد الآخيان منهية بذلك عدة قرون من الاستقلال السياسي الشرس.

## خلفية
بعد وفاة الوصي المتقشف ماتشانيداس في عام 207 قبل الميلاد في معركة ضد رابطة آخائيين، أطاح نابيس بالملك الحاكم بيلوبس بدعم من جيش من المرتزقة واستلم العرش، مدعيًا أنه ينحدر من ديماراتوس ملكيوريبوينتيد. بحلول ذلك الوقت، كان الدستور التقليدي لليكورغوس فقد معناه بالفعل وسيطر على سبارتا مجموعة من مرتزقتها السابقين. ووصف بوليبيوس قوة نابيس بأنها «حشد من القتلة واللصوص والمجرمين وقطاع الطرق». في عام 205 قبل الميلاد، وقع نابيس معاهدة سلام مع روما، ولكن في عام 201 قبل الميلاد هاجم إقليم ميسيني، الذي كان في ذلك الوقت حليفًا لكلا الطرفين، والذي حكمته سبارتا حتى منتصف القرن الرابع قبل الميلاد. استولى الأسبرطيون على ميسيني ولكن سرعان ما أجبروا على التخلي عنها عندما وصل جيش مدينة ميغالوبوليس تحت قيادة فيلوبومين. في وقت لاحق، هُزموا بشكل حاسم في تيجيا واضطر نابيس إلى التراجع عن طموحاته التوسعية في ذلك الوقت.
خلال الحرب المقدونية الثانية، كان لدى نابيس إمكانية أخرى للتوسع. عرض عليه فيليب المقدوني بوليس أرغوس في مقابل انشقاق سبارتا عن التحالف الروماني الانضمام إلى التحالف المقدوني. قبل نابيس وسيطر على أرغوس. عندما انقلبت الحرب ضد مقدونيا، عاد للانضمام إلى التحالف الروماني وأرسل 600 من المرتزقة الكريتيين لدعم الجيش الروماني. هُزم فيليب لاحقًا بشكل حاسم من قبل الرومان في معركة سينوسيفاليا، لكن بقيت سبارتا مسيطرة على أرغوس. بعد الحرب، لم ينسحب الجيش الروماني من اليونان، بل أرسل حاميات إلى مواقع إستراتيجية مختلفة عبر اليونان لتأمين مصالحها.

## إصلاحات نابيس
في مقابل مساعدته في الحرب، قبلت روما حيازة نابيس لأرغوس. بينما كان نابيس بالفعل ملكًا على سبارتا، جعل زوجته آبيا تحكم مسقط رأسها أرغوس. بعد ذلك قام آبيا ونابيس بتغيرات مالية كبيرة عبر مصادرة كميات كبيرة من ممتلكات العائلات الثرية في هذه المدن وتعذيب من قاومهم. بعد زيادة أراضيه وثروته بالطريقة المذكورة أعلاه، بدأ نابيس بتحويل ميناء جيثيوم إلى ترسانة بحرية رئيسية وتحصين مدينة سبارتا. سمح لحلفائه الكريتية بالفعل بالحصول على قواعد بحرية على أراضي سبارتا، وغامر حلفاؤه هؤلاء بأعمال القرصنة. أتاح حشده البحري فرصة حتى للفقراء جدًا بالمشاركة كمجدفين. ومع ذلك، أثار توسيع القدرات البحرية في جيثيوم حفيظة الدول المجاورة لبحر إيجه والجمهورية الرومانية.
استند حكم نابيس إلى حد كبير على إصلاحاته الاجتماعية وإعادة بناء قوات سبارتا المسلحة. كان جيش سبارتا تقليديًا، يعتمد على ضرائب المواطنين والبيريوشي (إحدى مجموعات غير المواطنين في سبارتا)، وكان مدعومًا بمجموعات خفيفة التسليح. انخفض عدد المواطنين الأسبرطيين من عدة آلاف في أوقات الحروب اليونانية الفارسية إلى بضع مئات في زمن كليومينيس الثالث. كانت هناك عدة أسباب لانخفاض العدد هذا، أحدها أن كل سبارطي لم يكن قادرًا على دفع نصيبه من السيسيتا (وجبة مشتركة للرجال في مجتمعات دوريك) فقد جنسيته الكاملة، على الرغم من أن هذا لم يستبعد نسله من المشاركة في أغوجي (نظام التعليم والتدريب التقليدي المتقشف). نتيجة لذلك، كان من الصعب إرسال جيش محترم من المحاربين القدامى بدون مرتزقة أو مجموعات خفيفة التسليح. زاد كليومينس (ملك سبارتا) عدد المواطنين الكاملين مرة أخرى وزاد من قوة الجيش المتقشف، مع زيادة الاعتماد على الكتائب المدرعة الخفيفة من الطراز المقدوني. ومع ذلك، قُتل العديد من هؤلاء المواطنين في معركة سلاسيا ودفعت سياسات نابيس البقية منهم إلى المنفى. نتيجة لذلك، لم تعد القوات الثقيلة متوفرة بأعداد كافية. أدى ذلك إلى انخفاض خطير في القوة العسكرية لسبارتا، وكان الهدف من إصلاحات نابيس هو إعادة تأسيس فئة من الرعايا الموالين القادرين على العمل ككتائب مجهزة تجهيزًا جيدًا. كان تحرير نابيس للرواد المستعبدين أحد أبرز الأعمال في تاريخ سبارتا. من خلال هذا الإجراء، ألغى نابيس الركيزة الأيديولوجية المركزية للنظام الاجتماعي المتقشف القديم والسبب الرئيسي للاعتراض على التوسع المتقشف من قبل بوليس (دول المدينة) المحيطة. كانت الحماية من التمرد الخارق، حتى هذا الوقت، الشغل الشاغل للسياسة الخارجية المتقشفة، وحدّت الحاجة إلى الحماية من التمرد الداخلي من المغامرة في الخارج. قضى عمل نابيس على هذا القلق من الهزيمة بضربة واحدة.